# Alexis Billiet
Alexis Billiet (Les Chapelles, 28 febbraio 1783 – Chambéry, 30 aprile 1873) è stato un cardinale e politico italiano della Chiesa cattolica, nominato da papa Pio IX.

## Biografia
Nacque a Les Chapelles (in Savoia, nell'allora Regno di Sardegna) il 28 febbraio 1783 e venne ordinato sacerdote il 23 maggio 1807.
Vescovo di San Giovanni di Moriana (19 dicembre 1825), venne nominato poi arcivescovo di Chambéry (18 marzo 1840).
Papa Pio IX lo elevò al rango di cardinale nel concistoro del 27 settembre 1861. Fino al 1860 (anno del passaggio della Savoia, sua terra natale, alla Francia) fu membro del senato del Regno di Sardegna.
In campo sociale fu membro fondatore e residente della Società accademica di Savoia dal 23 aprile 1820 divenendone poi presidente e onorario. Socio corrispondente dell'Accademia delle Scienze di Torino, divenne membro corrispondente della Deputazione di storia patria di Torino.
Morì il 30 aprile 1873 all'età di 90 anni.

## Genealogia episcopale e successione apostolica
La genealogia episcopale è:
- Cardinale Scipione Rebiba
- Cardinale Giulio Antonio Santori
- Cardinale Girolamo Bernerio, O.P.
- Arcivescovo Galeazzo Sanvitale
- Cardinale Ludovico Ludovisi
- Cardinale Luigi Caetani
- Cardinale Ulderico Carpegna
- Cardinale Paluzzo Paluzzi Altieri degli Albertoni
- Papa Benedetto XIII
- Papa Benedetto XIV
- Papa Clemente XIII
- Cardinale Marcantonio Colonna
- Cardinale Giacinto Sigismondo Gerdil, B.
- Cardinale Paolo Giuseppe Solaro
- Arcivescovo François-Marie Bigex
- Cardinale Alexis Billiet

La successione apostolica è:
- Vescovo Louis Rendu (1843)
- Vescovo Charles-Marie Magnin (1861)
- Vescovo François Gros (1867)